# Antonio de Zuloaga
Antonio de Zuloaga ou Antonio de Soloaga (em latim: Antonius Zuloaga) (1659 - falecido em 21 de janeiro de 1722) foi um prelado católico romano que serviu como arcebispo de Lima (1713–1722).

## Biografia
Nascido em Logronho, era filho de Domingo de Zuloaga e Ana de Gil. Cursou Artes e Teologia no Colegio San Gregorio em Valladolid. Alcançou o doutorado e trabalhou na Arquidiocese de Toledo. Filipe V nomeou-o abade do colegiado de Covarrubias em 1707. Zuloaga foi apresentado para ser bispo de Ceuta, cátedra que não ocupou, pois nessa altura foi nomeado, a 11 de dezembro de 1713, durante o papado do Papa Clemente XI, como Arcebispo de Lima, viajando finalmente para o Peru sem ser consagrado.
A 14 de abril de 1715, foi consagrado bispo por Francisco Cisneros y Mendoza, bispo titular de Mactaris. Serviu como arcebispo de Lima até à sua morte. Morreu com fama de santidade e foi sepultado na Iglesia del Sagrario. Em 1735, treze anos após a sua morte, por ocasião da entrega de um túmulo, foi encontrado incorrupto.
Enquanto arcebispo, foi o principal consagrador de Alejo Fernando de Rojas y Acevedo, bispo de Santiago do Chile (1718).